# Internationale Regeln für die Zoologische Nomenklatur
Die Internationalen Regeln für die Zoologische Nomenklatur (englisch International Code of Zoological Nomenclature, kurz ICZN) sind eine Konvention, durch die die Benennung und Klassifikation aller Tierarten international geregelt wird. Die Regeln, in der Literatur oft auch nur „Code“ genannt, legen vor allem fest,
1. wie Namen in der zoologischen Binominalnomenklatur korrekt eingeführt werden,
2. welcher Name gewählt wird, wenn ein Tier mehr als einen Namen erhalten hat,
3. wie die Namen in wissenschaftlichen Texten zitiert werden sollten.

Durch dieses internationale Regelwerk soll versucht werden, die Namensgebung und die wissenschaftliche Literatur international auf einem einheitlichen und kontinuierlichen Stand zu halten. Gleichzeitig soll sie aber auch die Freiheiten bei der Benennung neuer Arten und ihre Grenzen aufzeigen. In der Botanik gilt entsprechend der Internationale Code der Nomenklatur für Algen, Pilze und Pflanzen (ICN).

## Geschichte
Bis etwa 1840 wurden die Autorenschaften nach einem Autoritätsprinzip verstanden, eine ungeschriebene Konvention, wonach der Name oftmals der Person zugeschrieben wurde, der der beste Experte oder Spezialist im Fachgebiet war. Das hieraus resultierende Chaos in der Nomenklatur erreicht derartige Dimensionen, dass 1842 der englischen Paläontologe Hugh Edwin Strickland aufgefordert wurde, ein Expertengremium zu bilden, dem auch Charles Darwin und Richard Owen angehörten, um einen Code von Regeln für die Zoologische Nomenklatur zu schaffen. Dieser erste Versuch eines Internationalen Code für die Zoologische Nomenklatur, der im Jahre 1843 erschien, wird als Strickland-Code bezeichnet.
Diesem ersten Code folgten weitere innerhalb und außerhalb Großbritanniens, die teilweise nur regionale oder nationale Wirkung entfalteten. Mit der Notwendigkeit der Vereinheitlichung dieser Regeln befassten sich die Internationalen Zoologen-Kongresse in Paris 1889 und Moskau 1892. Auf dem Dritten Internationalen Kongress für Zoologie (Leiden 1895) wurde beschlossen, eine Kommission einzusetzen, die die bis dahin drei regional gebräuchlichen und teilweise unvereinbaren Regelwerke (ein englisches, ein französisches und ein deutsches) vereinigen sollte. Nach weiterer Klärung auf dem 4. Kongress in Cambridge (1898) wurde auf dem 5. Kongress in Berlin (1901) ein dreisprachiger Textvorschlag vorgelegt, der Anerkennung fand. Der danach noch einmal überarbeitete Text wurde 1905 in drei Sprachen veröffentlicht. Diese wird heute als die erste Ausgabe des Code betrachtet. Als rechtsverbindlich galt allein der französische Text.
Diese Regeln wurden in weiteren 8 Kongressen bis 1958 immer wieder abgeändert und ergänzt (Boston 1907, Graz 1910, Monaco 1913, Budapest 1927, Padua 1930, Paris 1948, Kopenhagen 1953, London 1958), und in den Kongressberichten publiziert, ausschließlich in englischer Sprache. Ein Problem lag darin, dass die Originalausgabe von 1905 bald vergriffen war und die vielen Änderungen kaum noch überblickt werden konnten. 1953 wurde die bis heute wirksame Entscheidung getroffen, dass der englische und französische Text rechtlich gleichwertig seien.
1958 wurde auf dem Kongress in London ein aus sieben Personen bestehendes Editorial Committee beauftragt, eine 2. Ausgabe des Code auszuarbeiten, die am 9. November 1961 in englischer und französischer Sprache veröffentlicht wurde. Eine deutsche Ausgabe erschien 1962, in der auch die Geschichte des Code kurz dargestellt wurde.
Nach 1972 (17. Internationaler Zoologischer Kongress, Monte Carlo, weitere folgten bis 2000 nicht) wurden die Beschlüsse nicht mehr auf zoologischen Kongressen gefasst, sondern die International Commission on Zoological Nomenclature (ICZN-Kommission, englische Bezeichnung ebenfalls ICZN, aktuell 28 Mitglieder) entschied fortan relativ autark unter der International Union of Biological Sciences (IUBS), auch was die Ernennung neuer Mitglieder angeht. Die hatte in der Praxis zur Folge, dass in der zoologischen Nomenklatur seit 1972 nicht mehr in einer demokratisch zu bezeichnenden Weise entschieden wird.
Die 3. Ausgabe des ICZN Code wurde 1985 veröffentlicht.
Die 4. Ausgabe des ICZN Code wurde 1999 veröffentlicht und trat am 1. Januar 2000 in Kraft. Das Prozedere von 1985 wurde wiederholt. Auch diese Ausgabe wurde durch ein von der ICZN-Kommission ernanntes aus 7 Personen bestehendes Editorial Committee ausgearbeitet. Im Vorfeld gab es die Möglichkeit zur Äußerung von Meinungen, Beschlüsse fasste das Editorial Committee jedoch eigenmächtig und ohne sich rechtfertigen zu müssen.

## Inhalt der Regeln für die Zoologische Nomenklatur

### Übersicht
Der ICZN ist in 18 Kapitel mit insgesamt 90 Artikeln gegliedert. Die Artikel regeln den Gebrauch von Namen für Taxa aufwärts bis zur Ebene der Überfamilie. Höhere Taxa (von der Unterordnung aufwärts) sind durch die Konventionen nicht abgedeckt.
Die Regeln stellen im Wesentlichen detaillierte Vorschriften auf für:
- die Verfügbarkeit eines zoologischen Namens (ob ein Name korrekt eingeführt wurde)
- die Gültigkeit eines zoologischen Namens (ob ein Name für ein Tier verwendet werden kann)
- die Vorgehensweise bei Synonymen und Homonymen
- Bildung und Schreibweise von Namen
- Festlegung von Typen
- Verfahren bei Ausnahmeregelungen.

Die Internationale Kommission für Zoologische Nomenklatur nimmt dabei in keinem Fall Stellung zu Fragen der zoologischen Systematik, sondern lediglich zu deren taxonomischer Handhabung. So liegt es beispielsweise immer im Ermessen des jeweiligen Autors, ob zwei verschiedene Namen die gleiche Tierart bezeichnen, das Regelwerk legt aber fest, welcher in diesem Fall der gültige Name ist.

### Wichtige Artikel
3.1 Die moderne zoologische Namensgebung beginnt 1758 mit Linnaeus’ 10. Ausgabe von Systema Naturae, alle vorher publizierten Werke werden nicht anerkannt. Alle mit einer Ausnahme: das 1757 erschienene Werk Svenska spindlar von Clerck. Umstritten ist der Passus, wonach die Namen dieser Spinnen mit dem Jahr 1758 zitiert werden sollen, obwohl sie 1757 erschienen sind und immer das tatsächliche Publikationsjahr angegeben werden muss.
4.1 Alle Ränge oberhalb der Art haben einen Namen, der nur aus einem Wort besteht und mit einem Großbuchstaben beginnt (Uninomen).
5.1 Arten haben einen zweiteiligen Namen (Binomen). Er besteht aus dem Namen der Gattung, beginnend mit einem Großbuchstaben, und dem Artnamen, beginnend mit einem Kleinbuchstaben. Der Begriff Art-Epitheton wird in den deutschsprachigen Nomenklatur-Regelwerken schon seit 1962 nicht mehr verwendet, stattdessen Artname (englisch specific name).
5.2 Unterarten haben einen dreiteiligen Namen (Trinomen), der aus dem Binomen und dem Unterartnamen besteht, letzterer beginnend mit einem Kleinbuchstaben.
6.1 Wird eine Untergattung in einem Binomen oder Trinomen genannt, muss sie zwischen Gattungsnamen und Artnamen in Klammern stehen und gilt nicht als Teil des Binomens bzw. Trinomens. Sie beginnt mit einem Großbuchstaben.
8–9 Hierin wird geregelt, was eine für die zoologische Nomenklatur verfügbare Publikation ist und was nicht. Elektronische Dateien gelten beispielsweise erst seit September 2012 als Publikationen.
11 Um als verfügbarer Name akzeptiert zu werden, muss ein Name bestimmte Voraussetzungen erfüllen; dazu gehört, dass er nach den Regeln publiziert wurde, in einem konsistent binominalen Werk, und der Name muss mit lateinischen Buchstaben geschrieben werden. Ein neuer Name muss außerdem vom Autor auch für das Tier benutzt worden sein (nicht nur als Synonym). Sehr bekannt ist der relativ neu eingeführte und sehr umstrittene Artikel 11.6, wonach Synonyme manchmal doch verfügbar gemacht werden können, wobei versäumt wurde, hierfür Mindeststandards zu formulieren.
12 Jeder Name, der verfügbar sein soll, muss mit einer Beschreibung versehen sein, entweder direkt oder mittels Literaturverweis. Eine Abbildung gilt auch als Beschreibung. Bei Gattungen reicht es aus, wenn mindestens eine verfügbare Art in die Gattung gestellt wurde. Trivialnamen, Verbreitungsangaben oder Namen von Wirtsorganismen gelten nicht als Beschreibung.
13 Nach 1930 muss bei Gattungsnamen die Typusart aus der Originalbeschreibung eindeutig hervorgehen.
16 Nach 1999 muss bei Artbeschreibungen das namensgebende Typusexemplar genannt sein.
21 Als Datum wird immer das tatsächliche Publikationsdatum genannt. Es wird genau festgelegt, wie dies zu bestimmen ist.
22 Wird das Jahr der Publikation im taxonomischen Namen genannt, so steht es hinter dem Autor. Zwischen Autor und Jahr soll nach einer Empfehlung nicht mehr stehen als höchstens ein Komma (das Komma ist jedoch nicht vorgeschrieben).
23 Der gültige Name eines Taxons ist stets der älteste verfügbare Name, wenn dieser nicht durch eine andere Regel des Code oder einen Schiedsspruch der Kommission ungültig wurde. Dieses Prioritätsprinzip wird angewendet, um bei Synonymen (unterschiedliche Namen für ein Taxon) festzulegen, welcher Name verwendet werden soll, und um bei Homonymen (derselbe Name für unterschiedliche Taxa) festzustellen, welches Taxon den Namen behalten soll.
Sehr bedeutend ist Artikel 23.9, der es in bestimmten Fällen erlaubt, die Prioritätsregel auszusetzen. Dazu darf der Name, der eigentlich Priorität hätte, seit 1899 nicht mehr verwendet worden sein, und der bevorzugte Name muss in der letzten Zeit häufig benutzt worden sein.
24 Wenn zwei Namen gleichberechtigt sind, beispielsweise wenn zwei Namen gleichzeitig publiziert wurden, gilt das First-Reviser-Prinzip. Der erste Autor, der so etwas merkt, darf sich einen der beiden Namen aussuchen.
25 Es wird empfohlen, einen Namen bei erstmaliger Nennung in einer Arbeit auszuschreiben. Danach können Teile eines Binomens oder Trinomens abgekürzt werden, wenn diese Abkürzungen unzweideutig sind. Dem abgekürzten Bestandteil des Namens soll ein Punkt folgen.
27 In einem Namen dürfen keine diakritischen Zeichen oder andere Sonderzeichen verwendet werden.
29 Der Name einer Überfamilie endet auf -oidea, einer Familie auf -idae, einer Unterfamilie auf -inae, einer Tribus auf -ini, und einer Untertribus auf -ina. Er wird gebildet aus dem Wortstamm des Namens der Gattung, die das älteste Publikationsdatum hat, sowie der genannten Endung.
32 Die Schreibweise, die für einen Namen in der ursprünglichen Veröffentlichung verwendet wurde, ist gültig, es sei denn, es besteht einer der folgenden Gründe, die eine Korrektur erforderlich machen:
- In der Publikation gibt es einen offensichtlichen Fehler (inadvertent error), für den der Autor keine Verantwortung trägt, z. B. einen Druckfehler; eine falsche Latinisierung gilt hingegen nicht als Fehler.
- Ein Name wurde mit einem diakritischen Zeichen publiziert.
- Ein Name eines höheren Taxons wurde nicht nach den Regeln von Artikel 29 gebildet.

50 Der Autor eines Namens ist die Person, die den Namen zuerst in einer nach Artikel 11 gültigen Weise veröffentlicht. Der englische Code ist dabei missverständlich und unterscheidet nicht zwischen Autor (engl. author) und Herausgeber (engl. publisher). Es wird in der Praxis als die Person verstanden, die den Text der Beschreibung geschrieben hat, nicht die Person, die für die Drucklegung oder deren Finanzierung verantwortlich ist.
51 Die Nennung eines Autors hinter dem Namen ist optional. Erfolgt sie, steht kein Satzzeichen zwischen Name und Autor. Autor und Datum werden bei Artnamen in Klammern gesetzt, wenn die Art in einer anderen Gattung als in der Erstbeschreibung steht, in der sie ursprünglich beschrieben wurde.
58 Sehr häufig konsultierter Artikel, der im Detail genau festlegt, wann zwei leicht unterschiedliche Schreibweisen als gleich angesehen werden.
67–70 Hier wird genau beschrieben, wie die Typusarten von Gattungen bestimmt werden.
72–73 Hier wird genau festgelegt, auf welchen Typusexemplaren Artnamen basieren.
74 Hier stehen alle Regeln zu Lektotypen zusammengefasst.
75 Hier stehen alle Regeln zu Neotypen zusammengefasst.
77–84 Hier werden Rechte und Pflichten der ICZN-Kommission geregelt. Nicht geregelt ist, wie zu verfahren ist, wenn die Kommission über ihre Rechte hinausgeht.